# Celine Rattray

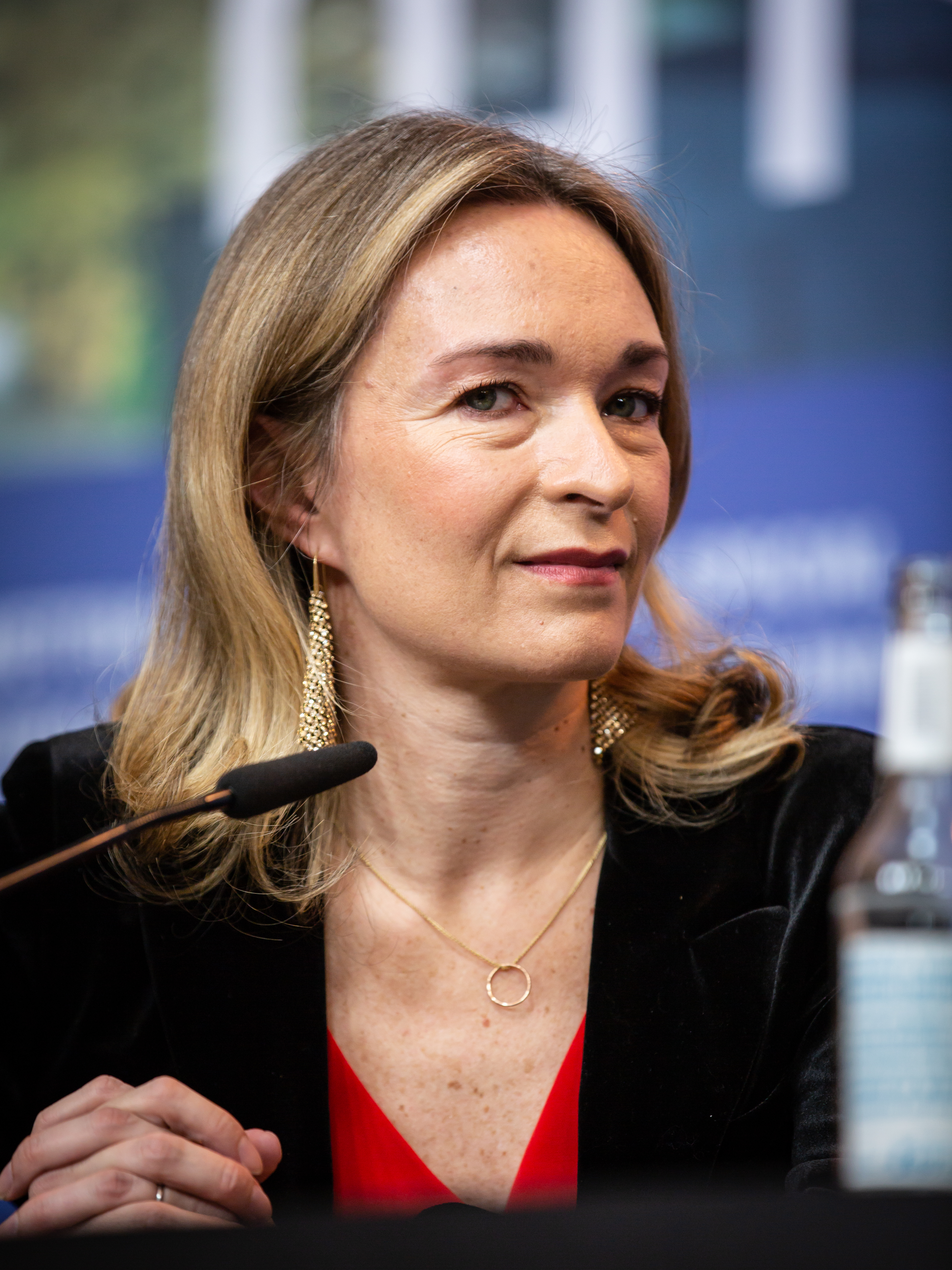
Rattray auf der Berlinale 2019

Celine M. Rattray (* Oktober 1975 in London, England) ist eine britische Filmproduzentin.

## Leben
Nach ihrem Studium der Mathematik und der Philosophie an der University of Oxford arbeitete Celine M. Rattray einige Jahre als Berater McKinsey & Company und sammelte Erfahrung in der Marketingabteilung von HBO, wo sie HBO on Demand mitbegründete, bevor sie gemeinsam mit der britischen Schauspielerin und Filmproduzentin Trudie Styler das Produktionsunternehmen Mandalay Vision gründete, das in New York ansässig ist.

## Filmografie (Auswahl)
Producer
- 2005: Pack Strap Swallow (Dokumentarfilm)
- 2005: Lonesome Jim
- 2005: Baxter – Der Superaufreißer (The Baxter)
- 2006: Return to Rajapur
- 2007: Die Zeit ohne Grace (Grace Is Gone)
- 2007: Dedication
- 2007: Blue State – Eine Reise ins Blaue (Blue State)
- 2007: Liebe lieber ungewöhnlich – Eine Beziehung mit Hindernissen (Watching the Detectives)
- 2008: Memories to Go – Vergeben... und vergessen! (Diminished Capacity)
- 2008: Birds of America
- 2008: Trucker
- 2008: Bart Got a Room
- 2008: Life in Flight
- 2009: The Winning Season
- 2009: (K)ein bisschen schwanger (Labor Pains)
- 2009: After.Life
- 2010: The Kids Are All Right
- 2010: Die Herrschaft der Schatten (Vanishing on 7th Street)
- 2010: Whistleblower – In gefährlicher Mission (The Whistleblower)
- 2011: Und trotzdem ist es meine Familie (Another Happy Day)
- 2011: Salvation Boulevard
- 2011: Bernie – Leichen pflastern seinen Weg (Bernie)
- 2012: There Is No Place Like Home – Nichts wie weg aus Ocean City (Girl Most Likely)
- 2013: Drecksau (Filth)
- 2013: Black Nativity
- 2015: New York Saints (Ten Thousand Saints)
- 2017: Novitiate
- 2018: Skin
- 2019: Driveways
- 2021: A Mouthful of Air
- 2021: Silent Night – Und morgen sind wir tot (Silent Night)
- 2022: Infinite Storm
- 2023: Unicorns
- 2023: Krieg der Bestatter (The Burial)
- 2025: Eleanor the Great

Executive Producer
- 2008: New York, I Love You
- 2010: The Romantics
- 2010: Alles muss raus (Everything Must Go)
- 2012: Dark Tide
- 2014: Still Alice – Mein Leben ohne Gestern (Still Alice)
- 2015: Im Himmel trägt man hohe Schuhe (Miss You Already)

## Auszeichnungen
Oscar
- 2011: Nominierung für den Besten Film mit The Kids Are All Right